# Datsolalee
Datsolalee née Dabuda (« Jeune saule ») (c. 1829 – 6 décembre 1925), aussi connue sous le nom anglais de Louisa Keyser, est une artiste washoe connue pour sa vannerie.

## Hommages
Le cratère vénusien Datsolalee a été nommé en son honneur.